# Цыганский танец
Танцы цыган — танцы, созданные различными группами цыган. Как правило, предпосылками к их появлению была интерпретация танцев окружающих народов. Некоторые виды цыганских танцев изначально предназначались для зарабатывания денег.

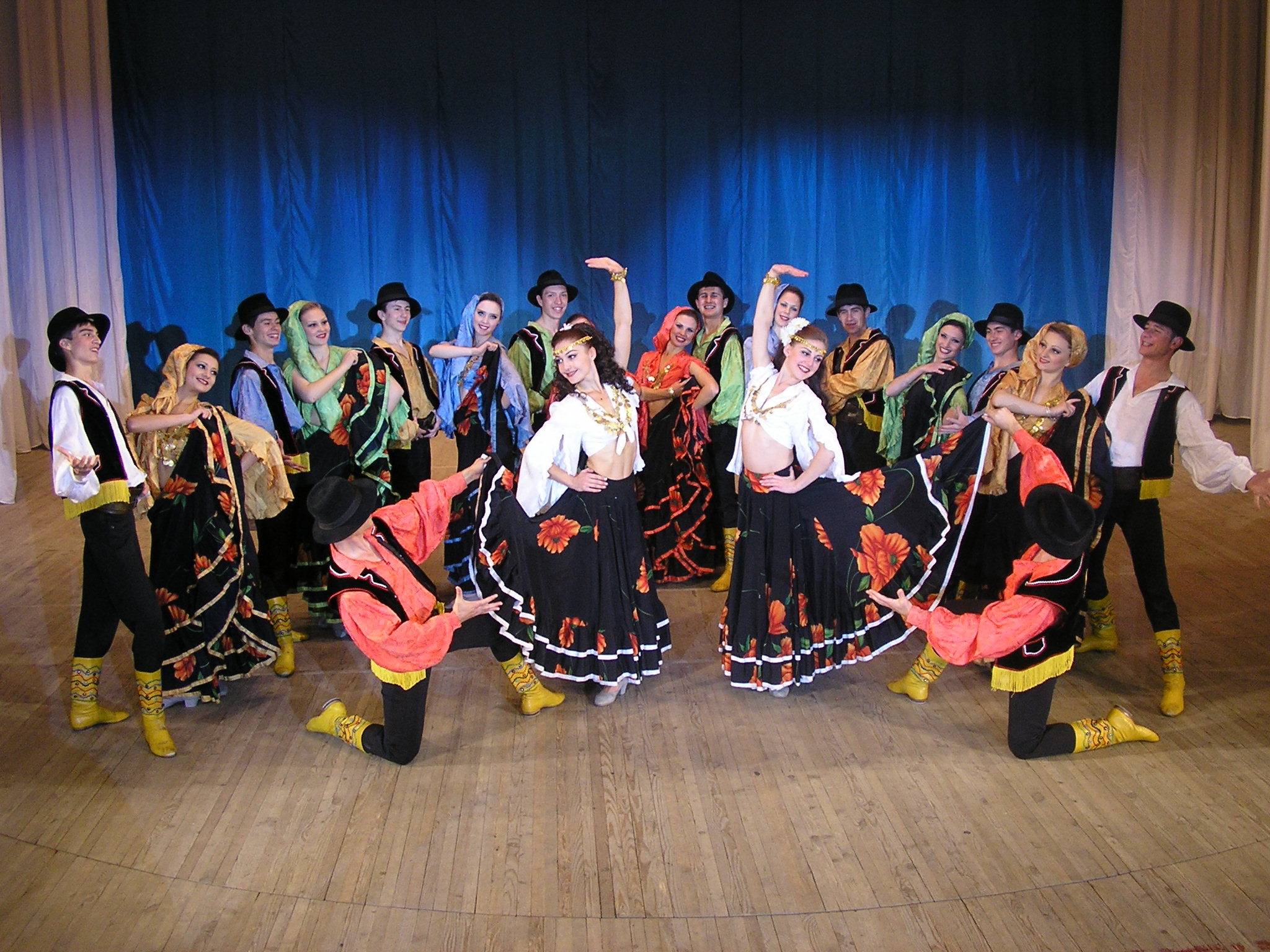
Цыганский танец в исполнении ПГАТиНМ «Виорика»

## Танцы по стилю исполнения
По манере исполнения танцы можно разделить на таборный, сценический, уличный и салонный.
Таборную манеру танца отличает бессистемность и разнообразие движений, расчёт на демонстрацию виртуозности перед соплеменниками. В такой манере танцуют в своём кругу: на семейных праздниках, дома, на дискотеках.
Сценическая манера рассчитана на эстрадное и театральное исполнение и, вследствие, большое расстояние до зрителя, зрелищность. Исполняется артистами.
Салонный танец — фактически вариация сценического, рассчитанная на отсутствие сцены, сравнительно небольшое замкнутое пространство. Исполняется артистами, в ресторанах, на дому у клиента и в тому подобных местах.
Уличная манера танца появилась при уличном исполнении танца и фактически является предшественником сценической манеры. В данный момент так называется импровизационная манера танца, сочетающая в себе элементы салонного и таборного танца, рассчитанная на возможность выбрать оптимальные движения с учётом сложившейся обстановки: количества зрителей и расстояния до них, доступного пространства, особенностей пола, покрытия улицы, почвы, и музыки.

## Виды цыганских танцев

### Танец русских цыган
Особенностью этого танца является композиция (которая в таборной манере может отсутствовать): постепенное нарастание темпа, от медленного в начале до очень быстрого, энергичного в конце. Особое внимание уделяется сложной игре ног.
В мужском танце характерное движение — быстрое, ритмичное обхлопывание себя. В женском — грациозные, выразительные движения рук, бой плечами.
Для сценической версии женского танца характерны также игра пальцами, заимствованная из фламенко и восточных танцев, широкие, фигурные взмахи юбкой, партер.
Во многих движениях до сих пор прослеживаются русские корни, например, в таких элементах, как тропак.
Знаменитые цыганские танцоры России:
- Борис Санкин
- Ляля Чёрная
- Земфира Жемчужная
- Ганга Баталова
- Владислав Никольский

### Цыганская венгерка
Цыганская венгерка также является танцем русских цыган, но более молодым. Он основывается на чечётке.

### Парный танец балканских цыган
Парный танец балканских цыган неконтактен, он танцуется на заметном расстоянии партнёров друг от друга. Во время танца они несколько раз меняются местами, словно проходя по окружности лицом друг к другу. У румынских цыган женщина может во время танца провернуться на месте кругом. Из движений используются игра ног, чечётка, щёлканье пальцами при определённых положениях рук, у мужчин — «хлопушки», у женщин может добавляться небольшое потряхивание бёдрами.

### Цыганский танец живота
Танец живота для заработка традиционно исполняют цыгане-рома (на Балканах и в Турции) и цыгане-дом.
По мнению очевидцев, их танцы проще и несколько резче обычных восточных танцев и основаны на не слишком сложном и разнообразном потряхивании бёдрами. У балканских цыган потряхивание бёдрами сопровождается выразительной игрой рук, может также сочетаться с щёлканьем пальцев, верчениями и типичными балканскими движениями ног. Турецкие цыгане танцуют несколько видов танцев, таких как роман хавасы, сулу куле чифтетелли, кючек и другие. Их танцы часто включают в себя небольшие акробатические трюки и маленькие пантомимы на бытовые или романтические темы. По характеру танец кокетлив и задорен.
Как и в других цыганских и восточных танцах, в цыганском танце живота есть такое движение, как дрожь плечами. Возможны также варианты танца с шарфом или шалью, как с покрывалом.
У цыганского танца живота в мусульманских странах есть своя мужская партия, более мужественная и агрессивная.

### Фламенко
Имея, в том числе, мавританские и еврейские корни, фламенко долгое время считалось сугубо цыганским искусством.
Исполнитель танца фламенко называется байлаор.
Фламенко является, прежде всего, профессиональным цыганским искусством и потому существует преимущественно в сценической и уличной форме.
Среди знаменитых исполнителей цыганского фламенко — Хоакин Кортес, Кармен Амайя.

### Танец польских цыган
По свидетельству цыгановеда Ежи Фицовски, танец польских цыган выглядит так:
Характерной чертой цыганского танца является его сольность; цыгане не танцуют ни парами, ни коллективно. В мужском танце, быстром, маневренном, стремительном, танцор отбивает ритм каблуками, сопровождая ударами ладоней о бедра, голени и подошвы. Танец женщины менее угловат, мягче, более плавный. Танцовщица дробит ногами почти на месте, незначительно подвигаясь вперед и в сторону, стан остается в вертикальном положении, а подвижны, собственно, лишь плечи, руки, ладони, воздеваемые над головой, симметрично опускаемые, складываемые вместе и разрываемые выбрасыванием вперед. Цыганские танцовщицы сосредоточенное внимание обращают на игру ладоней и пальцев, собирая их, расправляя и создавая из них разные фигуры, знакомые нам из индийских статуэток. Одна из типичных фигур цыганского танца женщин следующая: по мере возрастания темпа мелодии движения рук становятся все более быстрыми, пока, наконец, в кульминационный момент не останавливаются и не опадают вниз, а плечи танцовщицы при этом начинают дрожать, как в экстазе

### Танец цыган-мадьяр
Танец цыган-мадьяр отличается экспрессивной, богатой движениями мужской партией и скудной, маловыразительной женской.
Мужской танец состоит из игры ног, хлопков по ногам, прищёлкивания пальцами.

### Хора, ора
Цыганская ора — танец цыган балканских групп, заимствованный у окружающих народов. Может быть как в виде простого хоровода, отличающегося однополостью участников, так и с разными вариациями. В любом случае, танцуют, как правило, только девушки и женщины, иногда — только юноши и мужчины.